# James Key Caird

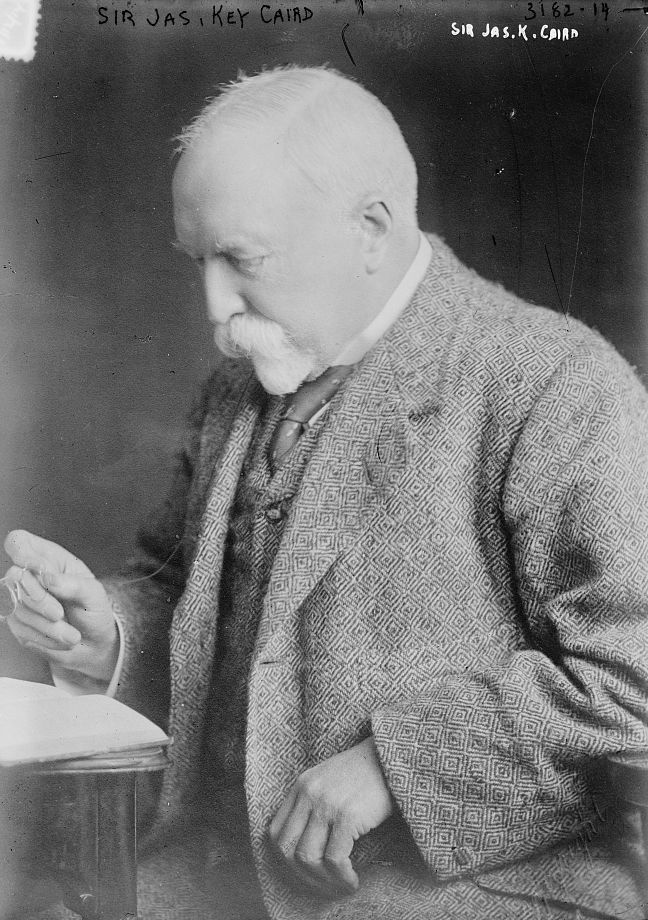
Sir James Key Caird.

James Key Caird (7 de enero de 1837 - 6 de marzo de 1916) fue un barón, productor de yute y matemático escocés. Fue uno de los empresarios más exitosos de la ciudad, y utilizaba lo último en tecnología en sus fábricas en Ashton y Craigie.
Caird se destacó por su interés en proveer ayuda financiera para investigación científica. Fue uno de los patrocinadores de la malograda Expedición Imperial Transantártica de Ernest Shackleton de 1914 a 1916. Las tierras descubiertas en esta expedición (Tierra de Cairid) y uno de los botes salvavidas del barco, el James Caird, en el cual seis de los miembros de la expedición de Shackleton realizaron un viaje épico de 800 millas náuticas (1.500 km) desde la Isla Elefante hasta Georgia del Sur, fueron bautizados en agradecimiento a la contribución de Caird.

## Biografía
James Caird nació en Dundee, fue hijo de Edward Caird (1806–1889) el cual fundó la firma de Caird (Dundee) Ltd en 1832. Caird padre fue uno de los primeros fabricantes de textiles en tejer tela compuesta de yute tejido. A medida que el uso de yute se hizo cada vez más popular, el negocio de Caird se expandió y prosperó.
En 1870 James Caird reemplazó a su padre como líder de Caird (Dundee) Ltd. Bajo su liderazgo Ashton Works fue reconstruida, expandida y equipada con la maquinaria más moderna. En 1905 la firma también adquirió Craigie Works, el cual había proveído a Caird de hilo. finalmente ambas empresas emplearon a 2.000 personas. The Dundee Advertiser informó que Caird fue un buen empleador el cual dirigió eficientemente el negocio y que también fue "un modelo de comodidad para los trabajadores".
James Caird hizo una fortuna sustancial gracias a sus negocios y reinvirtió gran parte de esta en su ciudad natal. Donó tanto el Caird Hall, ubicada en la Plaza de la Ciudad, y el Parque Caird Park al norte de la ciudad. El Marryat Hall, donado por su hermana Mrs Emma Grace Marryat, está unido al Caird Hall. En total, entre 1895 y 1914 James Caird dio £240.940 en donaciones a diferentes causas benéficas, a instituciones y organizaciones en Dundee y otros lugares. En 1902 Caird ofreció £18.500 a los directores de la Enfermería Real de Dundee para que pudieran construir un hospital para el tratamiento del cáncer. También entregó £1000 anuales por cinco años para financiar la investigación "en el origen de esta misteriosa enfermedad." El hospital abrió sus puertas en 1906 y recibió a sus primeros pacientes en enero de 1907.
Caird se destacó por su interés en proporcionar ayuda financiera para la investigación científica. En 1913, se presentó en la Royal Society con un cheque por £5.000, para ser usado en la investigación de la física. Caird también ofreció a la Universidad de Dundee costosos planos para un laboratorio de física, pero la oferta fue rechazada por el Consejo en 1905.
Caird ayudó a financiar la Expedición Imperial Transantártica de Ernest Shackleton de 1914 a 1916. el más grande de los botes salvavidas del barco, el James Caird, fue bautizado con su nombre en agradecimiento a su contribución.
Caird obtuvo un título honorario en la Universidad de St. Andrews.
Caird falleció en Perthshire, en el Castillo de Belmont cerca de Meigle, el cual compró después de la muerte de su antiguo dueño Sir Henry Campbell-Bannerman. La baronía concluyó luego de su muerte.

## Familia
En 1873, Caird se casó con Sophy Gray (1843–82), cuñada del pintor John Everett Millais. Su salud mental no era buena y Caird parece haber sido bastante negligente con ella. Tuvieron una hija, Beatrix Ada (1874–88).